# 홍천로 (서산시)
홍천로(Hongcheon-ro)는 충청남도 서산시 동문동 잠홍삼거리에서 서산시 음암면을 잇는 도로이다.

## 주요 경유지
충청남도
- 서산시 (동문동 - 음암면)

## 노선
| 이름        | 접속 노선                  | 소재지 | 소재지 | 비고 |
| ----------- | -------------------------- | ------ | ------ | ---- |
| 잠홍삼거리  | 서해로                     | 서산시 | 동문동 |      |
| 부산 교차로 | 국도 제32호선 (외곽순환로) | 서산시 | 음암면 |      |
| (이름없음)  | 서령로                     | 서산시 | 음암면 |      |

## 주요 건물 및 시설
- 동부파출소 (홍천로 20/장홍동 248-2)